# 詹明信
詹明信（英語：Fredric Jameson；1934年4月14日—2024年9月22日），美國左翼批評家。曾任杜克大学比较文学教授与批判理论中心主任。擅長以馬克思理論作文化評論，及研究資本主義下的後現代主義文化發展。

## 生平
詹明信出生于俄亥俄州克利夫兰，1954年毕业于哈弗福德学院，后短暂留欧，在此期间接触了新兴的结构主义。次年返美就读于耶鲁大学，师从语文学和比较文学家埃里希·奥尔巴赫。1961年完成其博士论文Sartre: the Origins of a Style，反映出其受到的欧陆哲学和欧洲文化分析传统影响，这与当时英美流行的经验主义和逻辑实证主义学术风格大相径庭。尽管如此，詹明信仍获得了哈佛大学的教职，并于60年代早期在那里从事教学工作。
萨特的影响及60年代兴起的欧美新左派、反战运动、古巴革命等，使得詹明信相信“马克思主义以集体运动的形式，以一种生产性的文化力量而重新焕发生机”。他开始着重于以法蘭克福學派为代表的批判理论及相关学者的研究，批判经济基础和上层建筑的二分法，从而与所谓“正统马克思列宁主义”分道扬镳。詹明信所研究的领域包括了历史与叙事（《政治无意识：作为社会象征行为的叙事》），后现代性（《晚期资本主义的文化逻辑》），以及它们对于文化领域的影响与意义。
2008年，获郝爾拜獎，包括尤尔根·哈贝马斯、茱莉亞·克莉斯蒂娃在内的多位知名学者曾获此殊荣。
值得一提的是，詹明信及其作品还影响了中国学界后现代理论形成与发展。詹明信本人曾于1985年于北京大学和深圳大学举行后现代主题的讲座；他于1987年出版的《后现代主义与文化理论》，当年即被翻译为中文。由于正值改革开放后的转型时期，后现代的理论的引入在中国文化界引起了广泛关注和讨论。

## 逝世
詹明信于2024年9月22日在北卡罗莱纳州达勒姆县去世。
在其去世十三年前，后来成为杜克大学文学院院长的周蕾在给詹明信颁终生成就奖时如此评价了他的生涯：
“很难找到一个比弗雷德·詹明信更广为人知，更经常被各学科引用，在更长的一段时间内持续受到国内和国际的关注的人文学者。”
罗伯特·塔利在他2024年在詹姆逊去世前三周出版的作品《当下的发明:全球化危机中的小说》的评论中，形容詹姆逊“处于其个人能力的巅峰，开创了他自己的全新道路[...]”。塔利补充说，“五十多年来，弗雷德里克·詹明信即使不是世界上最重要的马克思主义文学和文化评论家，也是美国最重要的马克思主义文学和文化评论家。”

## 著作
- 《萨特：一种风格的起源》（Sartre：The Origin of Style ）
- 《马克思主义与形式》 (1971)，《语言的牢笼》(1972)，弗雷德里克·詹姆逊著; 钱佼汝译, 李自修译，南昌：百花洲文艺出版社, 1995年。
- 《政治无意识：作为社会象征行为的叙事》，詹姆逊著，王逢振，陈永国译，北京：中国社会科学出版社，1999年。
- 《后现代主义或晚期资本主义的文化逻辑》，詹明信著 ，吴美真译，台北: 时报文化出版企业公司, 1998年。
- 《晚期资本主义的文化逻辑》，詹明信著 ，张旭东编 ，陈清侨等译，北京 : 三联书店 [伦敦] : 牛津大学出版社, 1997年。
- 《后期马克思主义》（1990），《可见的签名》（1991），《地缘政治美学》（1992），《侵略的寓言：温德姆·路易斯，作为法西斯主义的现代主义者》（1979），《理论的意识形态》（1988，“理论的境遇”和“历史的句法”）
- 《时间的种子》，弗雷德里克·詹姆逊著，王逢振译，桂林 : 漓江出版社, 1997年。南京：江苏教育出版社，2006年。
- 《文化转向》, 弗雷德里克·詹姆逊著,胡亚敏等译, 北京 : 中国社会科学出版社, 2000年。
- 《布莱希特与方法》，弗雷德里克·詹姆逊著,陈永国译, 北京： 中国社会科学出版社 1998年。
- 《单一的现代性》，弗雷德里克·詹姆逊著，王逢振译，天津：天津人民出版社，2005年。
- 《快感：文化与政治》，弗雷德里克·詹姆逊著，王逢振译，北京：中国社会科学出版社，1998年。
- 《全球化的文化》，詹姆逊著，(美)三好将夫编 ，马丁译，南京：南京大学出版社，2002年。
- 《后现代主义与文化理论》（讲演），弗雷德里克·詹姆逊讲演，唐小兵译，西安 : 陕西师范大学出版社, 1987年。北京：北京大学出版社，1997年。
- 《詹姆逊文集》，詹姆逊著，王逢振主编。北京：中国人民大学出版社，2004年。第1卷：新马克思主义；第2卷：批评理论和叙事阐释；第3卷：文化研究和政治意识；第4卷：现代性、后现代性和全球化。

## 外部連結
- 張旭東：〈詹明信的文化理論與中國現實〉 （页面存档备份，存于）（2012）